# Tänk om någon känt igen oss
Tänk om någon känt igen oss är en psalm, skriven av Olov Hartman 1971, musiken är skriven 1971 av Sven-Erik Bäck.

## Publicerad i
- 1986 års psalmbok som nr 462 under rubriken "Påsk".